# Aldo Duscher
Aldo Pedro Duscher (* 22. März 1979 in Esquel, Patagonien) ist ein ehemaliger argentinischer Fußballspieler mit österreichischem Pass.

## Karriere
Der defensive Mittelfeldspieler begann seine Karriere 1996 beim argentinischen Erstligaverein Newell’s Old Boys. 1998 wurde er im Alter von 19 Jahren von Sporting Lissabon nach Europa geholt. Mit Sporting gewann er 2000 den portugiesischen Meistertitel und wechselte anschließend für eine Ablösesumme von ca. 13 Millionen Euro in die spanische Liga zu Deportivo La Coruña. Zur Saison 2007/08 wechselte er ablösefrei zu Racing Santander. Zwischen 2008 und 2010 war er beim FC Sevilla unter Vertrag, wo er allerdings, besonders in seiner zweiten Saison, nur wenig Einsatzzeit aufweisen konnte. Zur Saison 2010/11 wechselte Duscher zu Espanyol Barcelona. Nach nur 19 Einsätzen dort wurde er ein Jahr später an den ecuadorianischen Erstligisten Barcelona SC Guayaquil verliehen. Dort kam er bis Jahresende siebenmal zum Einsatz. Anschließend war er ein halbes Jahr ohne Verein, ehe er Mitte 2012 bei zyprischen Erstligisten Enosis Neon Paralimni anheuerte. Nach acht Einsätzen beendete er im Jahr 2013 seine Karriere.
Aldo Duscher absolvierte im Jahr 2005 drei Länderspiele für die argentinische Nationalmannschaft.